# OGLE-2005-BLG-169Lb
OGLE-2005-BLG-169Lb — екзопланета у зірки OGLE-2005-BLG-169L в сузір'ї Стрільця. Знаходиться на відстані 8800 св. років від Землі.
OGLE-2005-BLG-169Lb — це холодний нептун, що обертається навколо червоного карлика, відкритий в рамках проекту OGLE за допомогою методу гравітаційного мікролінзування.